# Арсеније Теодоровић
Арсеније Теодоровић (Перлез, 1767 – Нови Сад, 13. фебруар 1826) био је српски сликар.

## Биографија
Арсеније Арса Теодоровић је највероватније рођен у Перлезу, у Банату, иако има и других мишљења да је рођен у Панчеву. Умро је у Новом Саду почетком 1826. године где је и сахрањен на Алмашком гробљу. Арса је био деда Арсе Пајевића чувеног новосадског издавача и новинара.
Почео је као помоћни учитељ, затим ученик неколицине домаћих сликара-занатлија у Банату и Срему, Теодоровић одлази у Беч и 1788. године уписује Академију. У Бечу се упознаје са Доситејем Обрадовићем и другим младим „јозефинистима“, и од тада почиње да активно сарађује на културном препореоду аустријских Срба. Завршивши Академију 1796, прелази у Нови Сад, а онда се после неколико месеци настањује у Темишвару. 1803. враћа се у Нови Сад и ту остаје до смрти. Његова прва супруга Катарина, умрла је јуна 1823. у 35. години живота. Арсеније се оженио по други пут, пред смрт, са Софијом удовицом житарског трговца Саве Пајевића. Софија је имала два сина из провог брака.
Теодоровић је прави представник прве епохе 19. века. Он даје нову занатску подлогу. Он је наш први мајстор са великом радионицом, који ствара класичну школу.

## Дела
Теодоровићев портрет Доситеја из 1794. је први грађански портрет у српском сликарству. Тим портретом Теодоровић најављује да припада авангардном, класицистичком стилском схватању. Класицизам је у том периоду у Европи, а поготово у Француској и Енглеској био врло популаран правац у уметности. Класицизмом превладава строгост, наглашавање моћи, буржујског и националног индетитета, али и филозофско промишљање које је своје утемељење пронашло у рационализму.
Како се за узрок овог правца у уметности наводи политичка позадина, стварање царства и јачање државног индетитета, а трагом рационалних форми, сликарство приказује јаке личности, интелектуалце, историјску позадину одређеног народа, с тога се често у класицистичкој стваралачкој епохи наилази на портрете тадашњих знаменитих личности.
После следе портрети Аврама Мразовића, Гаврила Бозитовца, фелдмаршала Дуке, проте Којића и епископа Кирила Живковића, Доситеја Обрадовића, као и других знаменитих српских личности тог времена. „Насликао је и неколико изванредних женских портрета. На овим делима мање је инсистирао на материји, декоративним елементима и колористичким ефектима, а више на на течном цртежу, строгом моделовању и психолошком нијансирању“ (енц. Југославије ЈЛЗ 1971 г.) Тим својим начином сликања обезбедио је себи водеће место у класицистичкој школи. Своје класицистичке склоности испољио је још више и још јасније на својим иконама, алегоријским и историјским композицијама.
Године 1809. живописац Арсеније чувши да је у Карловцима отворена Цртачка школа, шаље као наставна средства својих 35 предложака ("рисунга"). Реч је о приватној школи "цртања и лепог писања", смештеној у згради тамошње основне школе, а којом је руководио јерархијски чиновник Јоаким Поповић. Био је то у ствари дар митрополиту Стефану Стратимировићу, оснивачу, којем он тим поводом пише и нуди да још допринесе, ако и шта митрополит пожели. Пред смрт је био још издашнији, оставивши тој школи преко 1000 радова.
Највише времена и напора уложио је Теодоровић у сликање икона. Колико је данас познато израдио је око 26 иконостаса (Баја, 1793.(Николајевска црква), Футог 1798, Пакрац, 1800-1803, Вршац, 1808-09, Велики Сент Миклош, 1809, Будим, 1810, Саравола, 1811, Нови Сад, 1811.(Алмашка црква), Белегиш 1812, Карловац 1813, Земун, 1815.(доња богородичина црква), Сремска Митровица, 1815-16.(велику цркву), Велики Бечкерек, 1817-1819. (у Граднулици), Баваниште, 1818, Мол и др.). На тим иконостасима, рађеним на основу гравира великих ренесансних и барокних мајстора, испољио је карактеристичне особине свог фласицистичког васпитања: једноставан цртеж, прегледну композицију, уздржану палету, идилично осветљење. Позадине својих библијских сцена претрпавао је остацима античких стафажа, остацима грчких храмова, акведуктима, медитеранским пејзажима. На тим иконама био је прозрачнији него на портретима и и историјским композицијама, вероватно из наслеђа његових претходника, барокних и рококо мајстора Т. Д. Крачуна и Теодора Илића Чешљара.
Радио је и за католичку цркву у Тителу, Черевићу и др.
Као велики пријатељ и поштовалац Доситеја Обрадовић, спевао му је поводом смрти, пригодну песму 1809. године, која је објављена у "Подунавци" у Београду 1844. године.
1821. слика своју историјску композицију Стеван Штиљановић дели жито народу која се налази у манастиру Шишатовцу, у трпезарији. Упркос амбицијама уложеним у њу, није успео да свом угледу дода реноме историјског сликара.
Као представник класицизма и надарен уметник, створио је читаву школу. Кроз његове радионице у Темишвару и Новом Саду прошли су многи ученици, међу којима су најпознатији Константин Данил и Никола Алексић. Свој утицај на млађе уметнике проширио је још више преко „Цртачке школе“ у Сремским Карловцима, којом је руководио неколико година.
Током 2022. пронађена су 2 до сада непозната дела Теодоровића.

## Галерија
- Портрет епископа пакрачког Кирила Живковића, 1799.
- Георгије Суботић, 1799.
- Богородица са Христом
- Портрет Константина Станића, 1808-1813
- Богић Вучковић, 1812.
- Портрет Доситеја Обрадовића из 1818.
- Свети Димитрије, 1818-1820
- Ана Николић, 1818-1820
- Портрет Петра Дуке
- Иконостас, Црква Рођења Пресвете Богородице у Земуну
- Иконостас цркве Св. Димитрија